# Syntophone
Le syntophone est un instrument électronique (MIDI) dont la forme et le mécanisme sont identiques à ceux du saxophone. Il est relié à un dispositif électronique qui permet de modifier le son et la tessiture de l'instrument.

## Artistes jouant du Syntophone
- Mick Emery
- Randy Felts
- Robosax
- Chico Freeman
- Philippe Geiss